# 早坂誠
早坂 誠（はやさか まこと、1971年 -）は有限会社エイチ・ツー代表、水草・観賞魚販売店「sensuous」店長。水草職人。
東京ECO動物海洋専門学校講師。

## 人物
- 2001年に独立[1]
- 水草を用いた作品を専門誌やインテリア誌に数多く発表[1]
- テレビ番組のセットや企画展、イベントなどのアクアリウム作品を数多く手掛ける[1]
- 専門学校やテレビの講師も行っている[1]

## 保有資格等
- 賞魚飼育管理士アドバンス[1]
- 愛玩動物飼養管理士2級[1]
- ビオトープ計画管理士2級[1]
- ビオトープ施工管理士2級[1]

## メディア出演・作品
- アクアリウムとテラリウム（NHK Eテレ）- 2016年6月 - 7月、番組講師[1]
- あまちゃん（NHK）- 海女カフェ水槽作成[1]

## ディレクション
- 水草と観賞魚の企画展「グリーンアクアリウム展」（2017年、2018年）[1]

## 著書
- 水草水槽のススメ（2017年、エムピージェー）ISBN 9784904837542 - 監修